# 2015 RR245
2015 RR245是位於古柏帶的一顆可能成為矮行星的天體。2015 RR245是太陽系形成後，殘留下像冥王星與鬩神星一樣的少數天體之一。它在2016年2月被外太陽系起源調查小組（Outer Solar System Origins Survey，OSSOS）發現。
2015 RR245是在仔細研究加法夏望遠鏡於2015年9月為OSSOS（外太陽系起源調查小組）拍攝的一部分影像時，由其中一個研究小組發現。
還不清楚它確實的大小，但是在假設反照率12%的最佳估計值是直徑大約670 km（420 mi）。相較之下，古柏帶中最大的天體，冥王星，直徑是2,374 km（1,475 mi）。

## 軌道
在2016年7月，估計了2015 RR245大略的，還不是很精確的軌道，它的軌道周期大約是700年。最接近太陽的距離是33.7天文單位（仍然比海王星的30天文單位遠），最遠離時的距離是129天文單位。它大約會在2096年最接近太陽。

## 與海王星共振

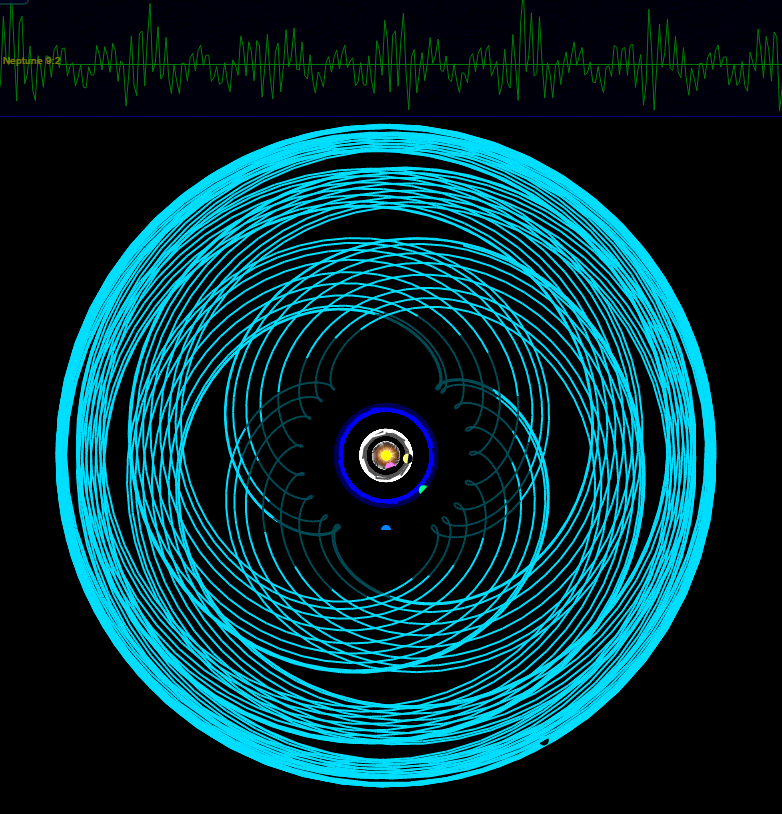
2015 RR_{245}與海王星有著2：9的軌道共振。

從泛星計畫的巡天資料回溯的天體測量顯示，2015 RR245被困在與海王星有著2：9的平均運動共振軌道上，意思是2015 RR245繞太陽公轉兩週時，海王星會繞太陽公轉9週。

## 外部連結
- OSSOS project（页面存档备份，存于）
- Discovery announcement（页面存档备份，存于）
- MPEC 2016-N67 : 2015 RR245（页面存档备份，存于） www.minorplanetcenter.net
- NASA JPL小天體瀏覽器上的2015 RR245